# 볼렉스

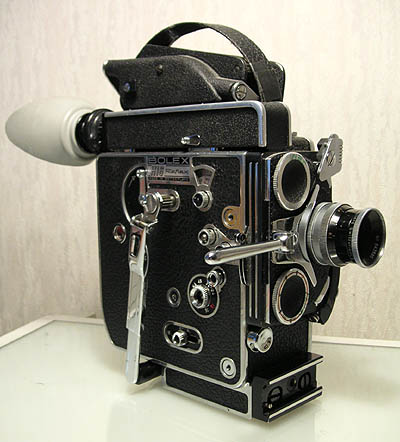

볼렉스(Bolex)는 영화 카메라를 제작하는 스위스의 회사이다. 가장 대표적인 카메라는 16mm와 슈퍼 16mm의 카메라들이다. 볼렉스 카메라는 초창기 텔레비전 뉴스, 자연 다큐멘터리, 그리고 아방가르드 작품들에 널리 유용하였으며, 최근에는 애니메이터들에게 인기가 있다.